# Temelucha inflata
Temelucha inflata là một loài tò vò trong họ Ichneumonidae.